# Präsident des Nationalrates

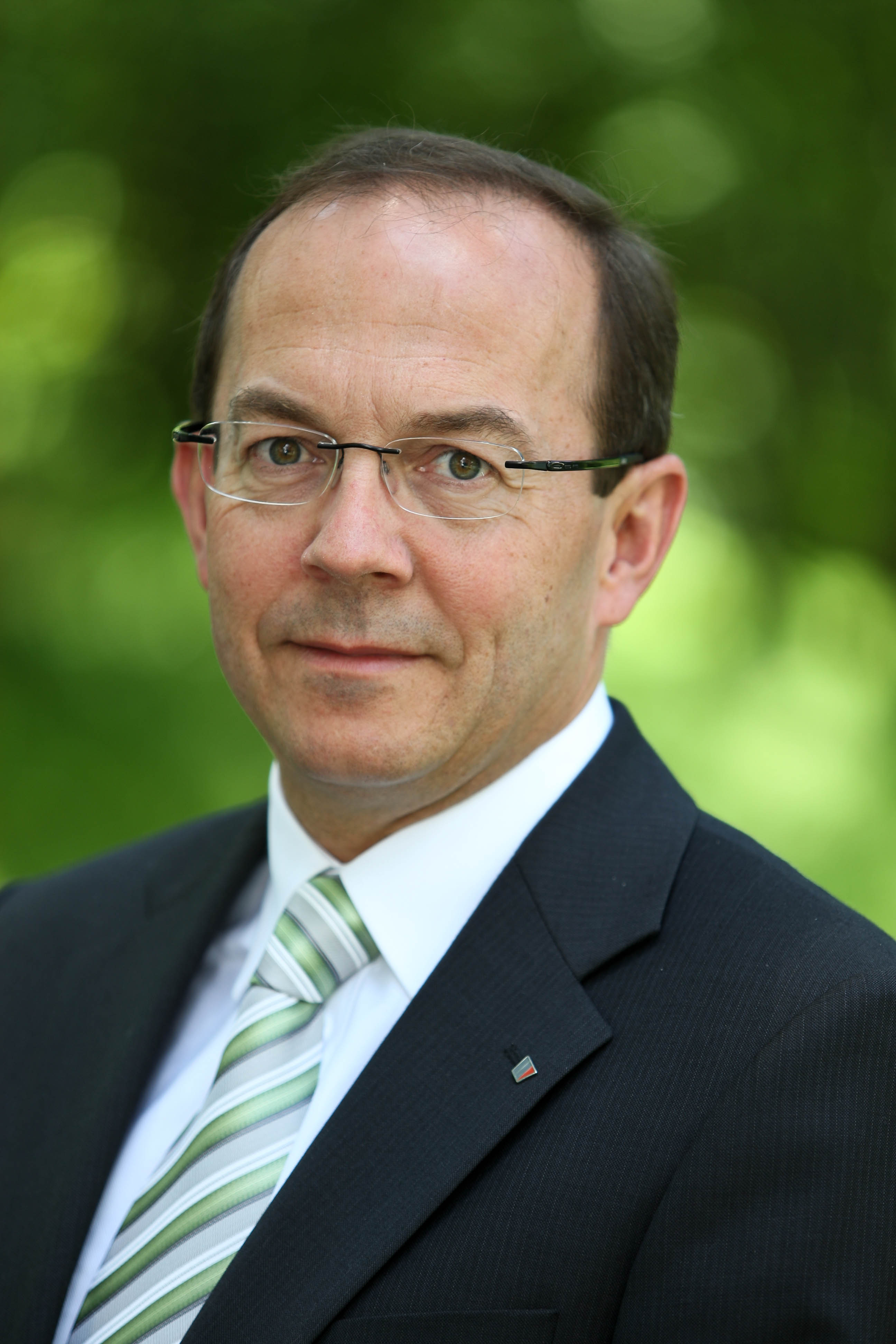
Peter Haubner, Zweiter Präsident des Nationalrates

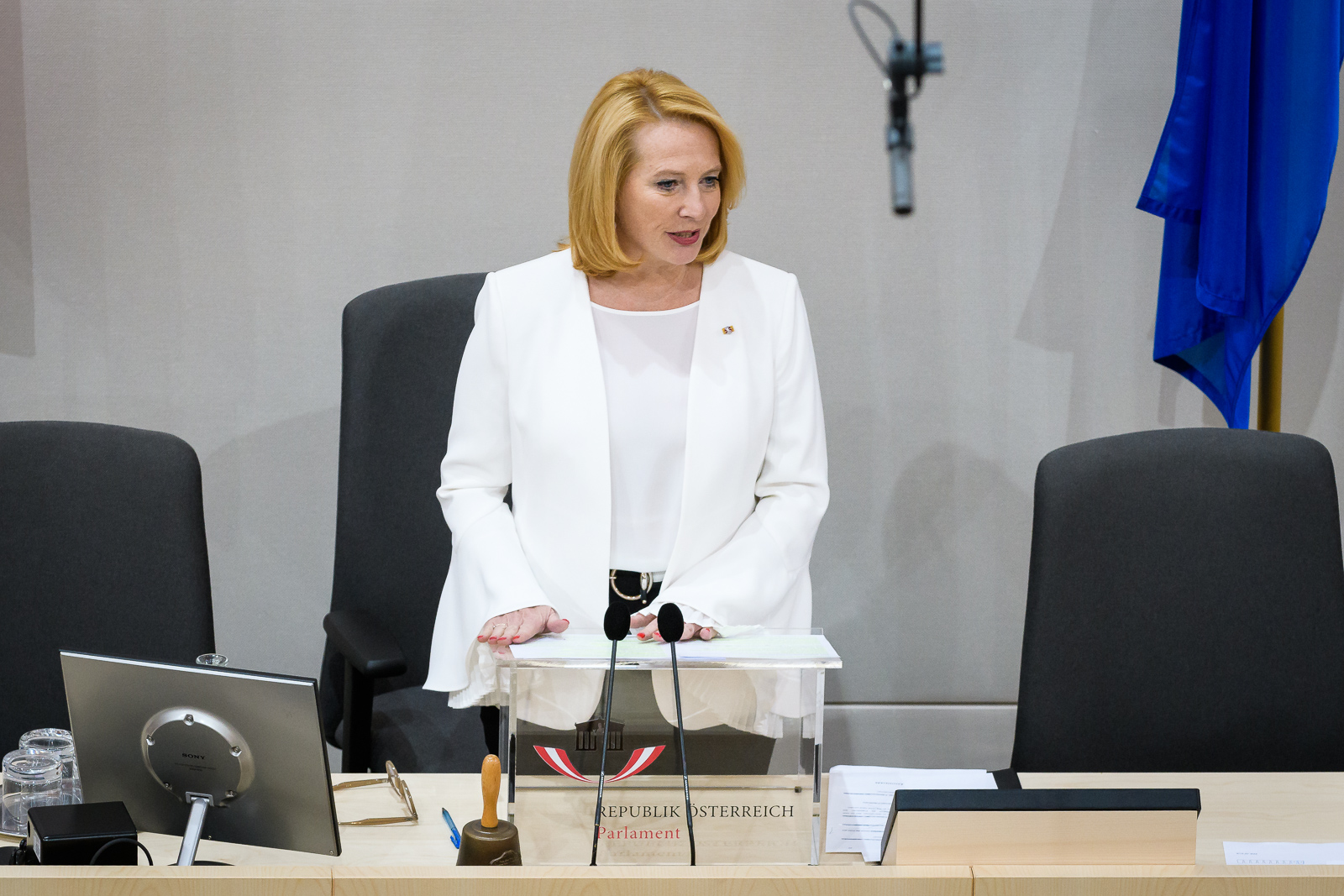
Doris Bures, Dritte Präsidentin des Nationalrates

Der Präsident des Nationalrates (kurz: Nationalratspräsident) ist der Vorsitzende des Nationalrats, der ersten Kammer des österreichischen Parlaments. Seine Stellvertreter sind der Zweite Präsident und die Dritte Präsidentin, gemeinsam bilden sie das Präsidium des Nationalrates. Sie sind auf Dauer der Legislaturperiode gewählt und können weder abgewählt, noch abgesetzt werden. Der Präsident des Nationalrats bekleidet hinter dem Bundespräsidenten das zweithöchste Amt der Republik.
Bei der konstituierenden Nationalratssitzung der XXVIII. Gesetzgebungsperiode am 24. Oktober 2024 wurden Walter Rosenkranz (FPÖ) zum Präsidenten des Nationalrats, Peter Haubner (ÖVP) zum Zweiten Präsidenten und Doris Bures (SPÖ) zur Dritten Präsidentin gewählt.

## Wahl
Der Präsident, der Zweite und der Dritte Präsident werden vom Nationalrat zu Beginn der Legislaturperiode aus seiner Mitte in geheimer Wahl gewählt; wird das Amt während einer Legislaturperiode vakant, erfolgt eine Neuwahl, wie dies September 2014 für Doris Bures der Fall war. Rechtliche Grundlage ist Art. 30 Bundes-Verfassungsgesetz (B-VG), die generelle Abhaltung von Wahlen im Nationalrat als geheime Wahl geht aus § 87 des Geschäftsordnungsgesetzes (GOG) hervor.
Das Präsidium bleibt auch nach einer Auflösung des Nationalrats im Amt, bis der neu gewählte Nationalrat seinen Vorsitz bestimmt. Dies gilt auch dann, wenn der Präsident der alten Legislaturperiode in der neuen Periode kein Mandat mehr innehat. Dies war zuletzt bei Präsident Wolfgang Sobotka der Fall, der bei der Nationalratswahl 2024 nicht mehr kandidierte und bis zur Wahl seines Nachfolgers Walter Rosenkranz weiterhin den Vorsitz innehatte. Der letzte frühere Fall war der Übergang von Andreas Khol, der bei den Nationalratswahl 2006 nicht mehr kandidierte, zu seiner Nachfolgerin Barbara Prammer.
Bereits in der Ersten Republik hatte sich die parlamentarische Praxis (oft auch Usance genannt) eingebürgert, dass die mandatsstärkste Partei den Nationalratspräsidenten stellt, die zweitstärkste den zweiten Präsidenten und die drittstärkste Partei den dritten Präsidenten. In der Zweiten Republik kam der dritte Präsident hingegen für einige Jahrzehnte zumeist ebenfalls aus den Reihen des mandatsstärksten Klubs, erst seit den 1980er-Jahren ist die Besetzung durch die drittstärkste Kraft wieder allgemein üblich.
Von der Ersten Republik abgesehen war der Nationalratspräsident vor 2000 erst einmal mit einer Zustimmungsrate unter 80 Prozent der gültig abgegebenen Stimmen gewählt worden; seit 2017 ist die Zustimmungsrate (Wolfgang Sobotkas Wiederwahl ausgenommen) auf den Bereich zwischen 61 und 67 Prozent abgesunken.

## Aufgaben
Die Aufgaben des Präsidenten bzw. seiner Stellvertreter sind in der Nationalratsgeschäftsordnung (GOGNR) im Detail geregelt. Der Präsident leitet die Geschäfte des Nationalrats und erstellt im Einvernehmen mit dem Zweiten und dem Dritten Präsidenten den Budgetvoranschlag für den Nationalrat. Er vertritt den Nationalrat nach außen und hat dafür zu sorgen, dass Würde und Rechte des Nationalrats gewahrt werden. Er beruft ihn zu seinen Sitzungen ein und führt – in der Praxis abwechselnd mit dem Zweiten und Dritten Präsidenten – in den Sitzungen den Vorsitz. Er handhabt die Geschäftsordnung und achtet auf deren Einhaltung (insbes. die Aufrechterhaltung der Ruhe und Ordnung im Sitzungssaal), übt das Hausrecht im Parlamentsgebäude aus und hat alle Dienstgeberbefugnisse für die Bediensteten der Parlamentsdirektion (Ernennung der Bediensteten, Personalangelegenheiten). In der Bundesversammlung hat der Nationalratspräsident abwechselnd mit dem Bundesratspräsidenten den Vorsitz inne.
Die drei Nationalratspräsidenten und die Klubobleute bilden die Präsidialkonferenz, ein beratendes Organ betreffend die parlamentarische Arbeit im Nationalrat, wie zum Beispiel zur Tagesordnung, zu Sitzungsterminen und Sitzordnung.
Das Nationalratspräsidium als Kollegium ist zur Vertretung des Bundespräsidenten sowohl im Falle einer längeren Verhinderung als auch bei dauernder Erledigung der Stelle des Bundespräsidenten, beispielsweise durch Rücktritt, Tod oder Absetzung, berufen. Das stellt sicher, dass dessen Kontrollfunktion gegenüber der Regierung und ähnliche Mechanismen nicht verloren gehen.

## Beendigung der Funktion
Die Funktion endet auf Grund der Geschäftsordnung automatisch mit der Wahl des Nachfolgers in der folgenden Legislaturperiode. Vorzeitige Beendigungen können nur durch Rücktritt des jeweiligen Präsidenten selbst, durch Verlust des Nationalratsmandats und durch Ableben erfolgen. Abgewählt oder abgesetzt werden kann er hingegen nicht.
Im März 1933 sind in einer turbulenten Sitzung alle drei Präsidenten zurückgetreten. Der Bundeskanzler Engelbert Dollfuß bezeichnete die eingetretene Vorsitzlosigkeit des Nationalrates als „Selbstausschaltung des Parlaments“ und ließ den Wiederzusammentritt des Nationalrats verhindern. 1975 wurde in § 6 Abs. 2–4 GOG die Regel eingeführt, dass in einem solchen Fall der älteste in Wien anwesende Abgeordnete dazu verpflichtet ist, ohne Aufforderung von sich aus tätig zu werden, den Nationalrat einzuberufen und Präsidentenwahlen vorzunehmen.
Bestrebungen, Änderungen der Geschäftsordnung durchzuführen, die auch eine Beendigung durch Abwahl mit Zweidrittelmehrheit ermöglichen, gab es seitens der Nationalratspräsidentin Prammer (SPÖ) als Folge von Aussagen des dritten Präsidenten Martin Graf (FPÖ) im Mai 2009,  und erneut beginnend im Mai 2012. Dies wurde jedoch von der ÖVP verhindert, die auf eine Zuständigkeit des Verfassungsgerichtshofs pochte.
Nachdem die bisherige Nationalratspräsidentin Barbara Prammer aufgrund von Komplikationen im Zusammenhang mit ihrer Krebserkrankung Anfang Juli 2014 für längere Zeit ins Krankenhaus musste, übergab sie die Amtsgeschäfte am 1. Juli an ihren Stellvertreter Karlheinz Kopf. Nach dem Ableben Prammers am 2. August 2014 war das Amt des Präsidenten des Nationalrats bis zum 2. September 2014 vakant.

## Erste Republik (1918–1933)
| Nationalversammlungspräsidenten der Ersten Republik                |                                |                           |
| Name                                                               | Amtszeit                       | Partei                    |
| Karl Seitz, Präsident der Provisorischen Nationalversammlung (1)   | 21. Oktober 1918–4. März 1919  | SDAP                      |
| Jodok Fink bzw. Johann Nepomuk Hauser, Präsident (1, 2)            | 21. Oktober 1918–4. März 1919  | CS                        |
| Franz Dinghofer, Präsident (1)                                     | 21. Oktober 1918–4. März 1919  | Deutschnationale Bewegung |
| Karl Seitz, Präsident der Konstituierenden Nationalversammlung (3) | 4. März 1919–10. November 1920 | SDAP                      |

(1) Die drei Präsidenten der Provisorischen Nationalversammlung waren gleichberechtigt und wechselten sich in den drei Funktionen Präsident im Hause (= Vorsitzender der Nationalversammlung), Präsident im Rate (= Vorsitzender des Staatsrates) und Präsident im Kabinett (= Vorsitzender der Staatsregierung) wöchentlich ab.
(2) Jodok Fink trat nach der ersten Sitzung am 21. Oktober 1918 zurück; von der zweiten Sitzung am 30. Oktober 1918 an amtierte Johann Hauser.
(3) Die mit der Präsidentschaft verbundenen Funktionen des Staatsoberhauptes übte Karl Seitz bis 9. Dezember 1920 aus, dem Tag der Wahl des ersten Bundespräsidenten.
| Nationalratspräsidenten der Ersten Republik |            |        |
| Name                                        | Amtszeit   | Partei |
| Richard Weiskirchner                        | 1920–1923  | CS     |
| Wilhelm Miklas                              | 1923–1928  | CS     |
| Alfred Gürtler                              | 1928–1930  | CS     |
| Matthias Eldersch                           | 1930–1931† | SDAP   |
| Karl Renner                                 | 1931–1933  | SDAP   |

| Zweite Nationalratspräsidenten der Ersten Republik |                                       |        |
| Name                                               | Amtszeit                              | Partei |
| Matthias Eldersch                                  | 10. November 1920 – 14. Dezember 1920 | SDAP   |
| Karl Seitz                                         | 1920–1923                             | SDAP   |
| Matthias Eldersch                                  | 1923–1930                             | SDAP   |
| Rudolf Ramek                                       | 1930–1933                             | CS     |

| Dritte Nationalratspräsidenten der Ersten Republik |             |        |
| Name                                               | Amtszeit    | Partei |
| Franz Dinghofer                                    | 1920 – 1926 | GdP    |
| Leopold Waber                                      | 1926–1930   | GdP    |
| Sepp Straffner                                     | 1930–1931   | GdP    |
| Stephan Tauschitz                                  | 1931–1932   | LBd    |
| Sepp Straffner                                     | 1932–1933   | GdP    |

## Zweite Republik (seit 1945)
| Nationalratspräsidenten der Zweiten Republik |                                    |        |
| Name                                         | Amtszeit                           | Partei |
| Leopold Kunschak                             | 1945–1953†                         | ÖVP    |
| Felix Hurdes                                 | 1953–1959                          | ÖVP    |
| Leopold Figl                                 | 1959–1962                          | ÖVP    |
| Alfred Maleta                                | 1962–1970                          | ÖVP    |
| Karl Waldbrunner                             | 1970–1971                          | SPÖ    |
| Anton Benya                                  | 1971–1986                          | SPÖ    |
| Leopold Gratz                                | 1986–1989                          | SPÖ    |
| Rudolf Pöder                                 | 1989–1990                          | SPÖ    |
| Heinz Fischer                                | 1990–2002                          | SPÖ    |
| Andreas Khol                                 | 2002–2006                          | ÖVP    |
| Barbara Prammer                              | 2006–2014†                         | SPÖ    |
| Doris Bures                                  | 2014–2017                          | SPÖ    |
| Elisabeth Köstinger                          | 9. November 2017–20. Dezember 2017 | ÖVP    |
| Wolfgang Sobotka                             | 2017–2024                          | ÖVP    |
| Walter Rosenkranz                            | 2024–                              | FPÖ    |

| Zweite Nationalratspräsidenten der Zweiten Republik |            |        |
| Name                                                | Amtszeit   | Partei |
| Johann Böhm                                         | 1945–1959† | SPÖ    |
| Franz Olah                                          | 1959–1961  | SPÖ    |
| Friedrich Hillegeist                                | 1961–1962  | SPÖ    |
| Karl Waldbrunner                                    | 1962–1970  | SPÖ    |
| Alfred Maleta                                       | 1970–1975  | ÖVP    |
| Roland Minkowitsch                                  | 1975–1986† | ÖVP    |
| Marga Hubinek                                       | 1986–1990  | ÖVP    |
| Robert Lichal                                       | 1990–1994  | ÖVP    |
| Heinrich Neisser                                    | 1994–1999  | ÖVP    |
| Thomas Prinzhorn                                    | 1999–2002  | FPÖ    |
| Heinz Fischer                                       | 2002–2004  | SPÖ    |
| Barbara Prammer                                     | 2004–2006  | SPÖ    |
| Michael Spindelegger                                | 2006–2008  | ÖVP    |
| Fritz Neugebauer                                    | 2008–2013  | ÖVP    |
| Karlheinz Kopf                                      | 2013–2017  | ÖVP    |
| Doris Bures                                         | 2017–2024  | SPÖ    |
| Peter Haubner                                       | 2024–      | ÖVP    |

| Dritte Nationalratspräsidenten der Zweiten Republik |                                  |                      |
| Name                                                | Amtszeit                         | Partei               |
| Alfons Gorbach                                      | 1945–1953                        | ÖVP                  |
| Karl Hartleb                                        | 1953–1956                        | WdU                  |
| Alfons Gorbach                                      | 1956–1961                        | ÖVP                  |
| Alfred Maleta                                       | 1961–1962                        | ÖVP                  |
| Josef Wallner                                       | 1962–1970                        | ÖVP                  |
| Otto Probst                                         | 1970–1978                        | SPÖ                  |
| Herbert Pansi                                       | 1978–1979                        | SPÖ                  |
| Rudolf Thalhammer                                   | 1979–1983                        | SPÖ                  |
| Gerulf Stix                                         | 1983–1990                        | FPÖ                  |
| Siegfried Dillersberger                             | 15. März 1990 – 4. November 1990 | FPÖ                  |
| Heide Schmidt                                       | 1990–1994                        | FPÖ, Liberales Forum |
| Herbert Haupt                                       | 1994–1996                        | FPÖ                  |
| Willi Brauneder                                     | 1996–1999                        | FPÖ                  |
| Andreas Khol                                        | 1999–2000                        | ÖVP                  |
| Werner Fasslabend                                   | 2000–2002                        | ÖVP                  |
| Thomas Prinzhorn                                    | 2002–2006                        | FPÖ                  |
| Eva Glawischnig-Piesczek                            | 2006–2008                        | Grüne                |
| Martin Graf                                         | 2008–2013                        | FPÖ                  |
| Norbert Hofer                                       | 2013–2017                        | FPÖ                  |
| Anneliese Kitzmüller                                | 2017–2019                        | FPÖ                  |
| Norbert Hofer                                       | 2019–2024                        | FPÖ                  |
| Doris Bures                                         | 2024–                            | SPÖ                  |